# Herbert Perry
Herbert Spencer Perry (* 23. Januar 1894 in Ladybrand, Südafrika; † 20. Juli 1966 in Bridport) war ein britischer Sportschütze.

## Erfolge
Herbert Perry nahm an den Olympischen Spielen 1924 in Paris in zwei Disziplinen auf den Laufenden Hirsch im Doppelschuss teil. In der Einzelkonkurrenz kam er mit 59 Punkten nicht über den 13. Platz hinaus, während er mit der Mannschaft Olympiasieger wurde. Als letzter Schütze des Wettbewerbs sicherte Perry mit insgesamt 68 Punkten einen knappen Sieg vor Norwegen, dessen Mannschaft mit 262 Punkten einen Punkt weniger als die britische Mannschaft erzielt hatte. Neben Perry gehörten außerdem Cyril Mackworth-Praed, Philip Neame und Allen Whitty zur Mannschaft.
Perry war Offizier der British Army. 1916 wurde er der Royal Artillery zugeteilt und schied 1920 im Rang eines Lieutenant und Brevet-Captain aus dem aktiven Dienst aus.